# Joannesia heveoides
Joannesia heveoides är en törelväxtart som beskrevs av Adolpho Ducke. Joannesia heveoides ingår i släktet Joannesia och familjen törelväxter. Inga underarter finns listade i Catalogue of Life.